# Elisabeth Grümmer
Elisabeth Grümmer (Niederjeutz, 31 marzo 1911 – Warendorf, 6 novembre 1986) è stata un soprano tedesco.

## Biografia
Elisabeth Grümmer, nata Schilz, nacque a Niederjeutz, oggi Yutz nel dipartimento della Mosella, in Francia. Suo padre lavorava come caposquadra nel reparto riparazioni della Reichsbahn ed era anche un bravo corista. Quando, dopo la prima guerra mondiale, la Lorena, in base al trattato di Versailles, passò, il 10 gennaio 1919, alla Repubblica francese, il padre di Elisabeth perse il suo lavoro, e la famiglia si trasferì a Meiningen dove poté non solo riprendere servizio presso le Ferrovie, ma anche entrare a far parte del coro del teatro dell'opera di Meiningen: fu in questo periodo che nacque nella bambina la passione per il teatro.
Alla fine degli anni venti, Elisabeth Schilz studiava per diventare attrice alla Hochschule für Schauspielkunst del teatro e iniziò a interpretare con successo i suoi primi ruoli classici. La formazione di attrice che ricevette le sarebbe stata poi molto utile nella sua carriera di cantante d'opera. Tuttavia, sembrò a un certo punto, alla metà degli anni trenta, che la sua carriera artistica fosse giunta a una prematura interruzione, quando sposò il violinista Detlef Grümmer, da cui ebbe una figlia, e si ritirò per dedicarsi alla famiglia.
Quando il marito accettò il posto di Kapellmeister al teatro di Aquisgrana ed ella si trovò così in un nuovo ambiente, si risvegliò in Elisabeth il desiderio di riprendere la carriera interrotta. Prese lezioni di canto e, all'inizio degli anni quaranta, grazie a Herbert von Karajan, che in quel periodo era attivo come direttore musicale ad Aquisgrana, fece il suo debutto. Nel 1941 il celebre direttore d'orchestra le affidò, a sorpresa, il ruolo di una delle fanciulle fiore in una rappresentazione del Parsifal di Richard Wagner. Elisabeth Grümmer sfruttò egregiamente l'occasione e da quel momento la sua seconda vita da cantante, nonostante il periodo terribile della seconda guerra mondiale, prese rapidamente il via. Un ingaggio a Duisburg nel 1942 ebbe breve durata, poiché il teatro andò distrutto in un bombardamento. Quindi, fino al 1944, la Grümmer cantò a Praga. Nel 1944 fu colpita dalla più grande tragedia della sua vita, quando la sua abitazione ad Aquisgrana venne completamente distrutta in un bombardamento in cui rimase ucciso suo marito Detlef: Detlef Grümmer rimase l'unico amore della sua vita, ed ella volle per qualche tempo mettere da parte la sua carriera e dedicarsi unicamente alla figlia. Non volle mai più risposarsi.
Finita la guerra, Elisabeth Grümmer cercò un nuovo inizio a Berlino: nel 1946 entrò a far parte della Städtische Oper Berlin (oggi Deutsche Oper Berlin) e raggiunse qui la celebrità anche a livello internazionale. All'estero si esibì nel 1951 al Covent Garden nel ruolo di Eva in Die Meistersinger von Nürnberg di Wagner, nel 1953 e nel 1954 nel ruolo di Donna Anna nel Don Giovanni di Mozart al Festival di Salisburgo, diretta da Wilhelm Furtwängler. Nel 1951 ottenne il suo primo Deutscher Kritikerpreis in campo musicale. Negli anni cinquanta accrebbe la propria popolarità, specializzandosi soprattutto nei ruoli di soprano lirico del repertorio operistico tedesco, come ad esempio Agathe in Der Freischütz di Carl Maria von Weber, Pamina in Die Zauberflöte di Mozart e molti ruoli wagneriani e straussiani. Sebbene nel 1957 si trasferisse ad Alsbach sulla Bergstraße, la sua dimora prediletta rimase Berlino Ovest, da dove, durante gli anni cinquanta e sessanta, partiva per tournée nelle sale da concerto e nei teatri d'opera del mondo, tra cui il Teatro Colón di Buenos Aires, l'Opera di Amburgo, la Royal Opera House di Londra, il Teatro alla Scala di Milano, la Bayerische Staatsoper di Monaco di Baviera, la Metropolitan Opera di New York, l'Opéra di Parigi, Salisburgo, la Staatsoper di Vienna. Dal 1957, per otto anni consecutivi, prese parte al Festival di Bayreuth, interpretando Eva in Die Meistersinger, Elsa in Lohengrin, Freia e Gutrune in Der Ring des Nibelungen.
Elisabeth Grümmer affrontò con successo anche il repertorio liederistico, scegliendo una selezione che comprendeva sia classici sia pezzi meno noti, e il repertorio sacro, come ad esempio le Passioni di Johann Sebastian Bach e Ein deutsches Requiem di Johannes Brahms.
Nel 1965 ottenne una cattedra alla Musikhochschule (oggi Fakultät Musik dell'Universität der Künste Berlin) e, a metà degli anni settanta, a Parigi. Il suo congedo dalle scene avvenne il 1º gennaio 1972 a Berlino, con l'ultima sua esibizione nel ruolo della Marescialla in Der Rosenkavalier, opera di cui in precedenza aveva affrontato anche il ruolo "en travesti" di Oktavian. Dal 1977 fino alla morte fu presidente della "Gesellschaft der Freunde der Staatlichen Hochschule für Musik und darstellende Kunst in Berlin e.V." (oggi Paul-Hindemith-Gesellschaft in Berlin e.V.), e nel 1986 divenne membro onorario della Deutsche Oper Berlin. Morì nello stesso anno a Warendorf, nella Renania Settentrionale-Vestfalia, e venne sepolta nella vicina Everswinkel.

## Repertorio
- Georges Bizet
  - Carmen (Micaëla)
- Benjamin Britten
  - Peter Grimes (Ellen Orford)
- Pëtr Il'ič Čajkovskij
  - Pikovaja dama (Lisa)
- Engelbert Humperdinck
  - Hänsel und Gretel (Gretel; Hänsel)
- Wolfgang Amadeus Mozart
  - Idomeneo (Elettra; Ilia)
  - Le nozze di Figaro (Contessa d'Almaviva)
  - Don Giovanni (Donna Anna)
  - Così fan tutte (Fiordiligi)
  - Die Zauberflöte (Pamina)
- Giacomo Puccini
  - La bohème (Mimì)
- Richard Strauss
  - Elektra (Fünf Mägde)
  - Der Rosenkavalier (Die Feldmarschallin; Octavian)
  - Capriccio (Die Gräfin)
- Giuseppe Verdi
  - Otello (Desdemona)
- Richard Wagner
  - Tannhäuser (Elisabeth)
  - Lohengrin (Elsa von Brabant)
  - Das Rheingold (Freia)
  - Götterdämmerung (Gutrune)
  - Die Meistersinger von Nürnberg (Eva)
  - Parsifal (Blummenmädchen)
- Carl Maria von Weber
  - Der Freischütz (Agathe)

## Discografia (selezione)

### Opera
- Der Rosenkavalier di Richard Strauss, direttore Wilhelm Schüchter, EMI Classic 8264302 CD-Album (2000)
- Der Freischütz di Carl Maria von Weber, direttore Wilhelm Furtwängler, EMI Classic 5674192 2CD-Album (2000)
- Lohengrin di Richard Wagner, direttore Rudolf Kempe, EMI Classic 567415 3CD-Album
- Hänsel und Gretel di Engelbert Humperdinck, direttore Herbert von Karajan, EMI Classic 5670612 2CD-Album (1999)
- Don Giovanni di Wolfgang Amadeus Mozart, direttore Wilhelm Furtwängler, EMI Classic 7638602 3CD-Album (1991)
- Le nozze di Figaro di Wolfgang Amadeus Mozart, Relief B0001M64VQ 2CD-Album (2004)
- Tannhäuser di Richard Wagner, direttore Franz Konwitschny, EMI Classic, 0777 7 63215 2 3

### Musica sacra
- Passione secondo Matteo BWV 244, di Johann Sebastian Bach, direttore Wilhelm Furtwängler, EMI Classic 5655092 2CD-Album (1995)
- Passione secondo Giovanni BWV 245, di Johann Sebastian Bach, direttore Karl Forster, EMI Classic 7642342 2CD-Album (1992)
- Kantaten – Cantatas, di Johann Sebastian Bach, direttore Kurt Thomas, Berlin Classics B000024WMM CD (1996)
- Bach MADE IN GERMANY Vol. II, Kantaten, Motetten, Weihnachtsoratorium, direttore Kurt Thomas, Berlin Classics B000031W6B 8CD-Album (1999)
- Ein deutsches Requiem Op. 45, di Johannes Brahms, direttore Rudolf Kempe, EMI 7 64705 2 (registrato nel 1955)

### Lieder
- Elisabeth Grümmer, Lieder von Schubert, Brahms, Grieg und Verdi, direzione di Hugo Diez e Richard Kraus, Testament B000003XJQ (1996)
- Elisabeth Grümmer, Liederabend, Lieder von Mendelssohn, Schumann, Schoeck, Wolf, Orfeo 506001B CD (2000)
- Recital 1970, Lieder von Beethoven, Brahms, Mozart, Reger, Schubert, Schumann, Strauss, Wolf, direttore Richard Kraus, Gala B000028CLY 2CD-Album (2001)